# Cespitularia quadriserta
Cespitularia quadriserta är en korallart som beskrevs av Hilario Atanacio Roxas 1933. Cespitularia quadriserta ingår i släktet Cespitularia och familjen Xeniidae. Inga underarter finns listade i Catalogue of Life.